# Exergonická reakce
Exergonické (exergonní) reakce (z řeckého ἔξω exo „venku“ a ἔργον érgon „práce“) jsou procesy v živých organismech, které jsou za fyziologických podmínek samovolné a uvolňuje se při nich energie. V chemické termodynamice jsou exergonické reakce také nazývané spontánní reakce uvolňující teplo nebo příznivé reakce.
Název exergonické reakce je odvozen z předpony exon- (z řeckého exon - mít) a koncovky -ergon (z řeckého ergon - práce). Název tedy znamená mít nebo uvolňovat energii ve formě práce.
Při exergonických reakcích je změna Gibbsovy volné energie záporná, platí tedy ΔG < 0. V metabolismu je exergonický proces spojen s katabolickými reakcemi, tedy reakcemi rozkladnými.
Opakem exergonických reakcí jsou reakce endergonické, při kterých je energie naopak spotřebována.

## Gibbsova volná energie
Nejběžnější formou energie v živých systémech je chemická energie. Jedná se o vnitřní energii, tvořenou chemickými vazbami mezi atomy v molekulách. Tato energie se uvolňuje při rozpadu molekul a naopak se musí dodat k jejich výstavbě. Nazývá se Gibbsova volná energie. Při chemických reakcích se mění velikost Gibbsovy energie soustavy mezi počátečním stavem G1 a konečným stavem G2. Mohou nastat tři situace:
a) G2 < G1, G2 - G1 = ΔG< 0
Gibbsova energie produktů G2 je menší než Gibbsova energie substrátů G1. Energie se uvolňuje a jedná se tedy o děj exergonický. V organismu tato situace nastává v případě katabolických reakcí, při kterých dochází k degradaci složitých sloučenin na jednodušší za uvolňování energie.
b) G2 > G1, G2 - G1 = ΔG > 0
Gibbsova energie produktů G2 je větší než Gibbsova energie substrátů G1. Energie se při reakci spotřebovává a jedná se tedy o děj endergonický. V organismu tato situace nastává v případě anabolických reakcí, při kterých se syntetizují složité sloučeniny z jednoduchých za spotřeby energie.
c) G2 = G1, G2 - G1 = ΔG = 0
Gibbsova energie produktů G2 je rovna Gibbsově energii substrátů G1. V tomto případě nedochází ke změně energie soustavy a nastává chemická rovnováha. Jakmile systém dosáhne rovnováhy, koncentrace reaktantů se již nemění. Systémy vždy usilují o rovnovážný stav, kdy Gibbsova energie soustavy je ΔG=0.

## Přenašeče energie
Exergonické reakce mohou v organismech probíhat samovolně a uvolňuje se při nich energie. Jsou spřaženy s reakcemi endergonickými, kterým dodávají potřebnou energii. K uchování energie využívají organismy speciální vysokoenergetické sloučeniny, které hrají roli přenašečů energie mezi endergonickými a exergonickými procesy. Daleko nejvýznamnější je molekula adenosintrifosfátu ATP, která v buňce funguje jako univerzální přenašeč energie.
- Vysokoenergetický adenosintrifosfát ATP se uvolněním jednoho fosfátu mění na méně energetický adenosindifosfát ADP. Uvolněná energie se pak používá při endergonických reakcích.
- Při opačném procesu, tedy při exergonických reakcích, je méně energetické sloučenině adenosindifosfátu ADP energie dodána a přijetím jednoho fosfátu se změní na vysokoenergetický adenosintrifosfát ATP.
- Energie uvolněná při přeměně jedné molekuly ATP na jednu molekulu ADP je považována za jednotku energie v biologických systémech.

## Příklady exergonických reakcí
Exergonické reakce slouží při metabolismu organismů především k rozkladu složitějších molekul na jednodušší. Jsou to například tyto reakce:
- Buněčné dýchání je exergonická reakce, při které se uvolňuje chemická energie vazeb organických sloučenin (typicky sacharidů) za vzniku energetického zdroje pro buňku (ATP). Jako odpadní produkty štěpení vzniká oxid uhličitý (CO2) a voda.

- Sacharidy přijímané v potravě nebo uložené jako zásoba jsou rozloženy na glukózu.
- Lipidy přijímané v potravě nebo uložené jako tukové zásoby jsou rozloženy na mastné kyseliny a triglyceridy.
- Bílkoviny, které živé organismy přijímají v potravě, jsou rozloženy na aminokyseliny.